# Загалар
Андзавнер (вірм. Անձավներ) — село у Мартакертському районі Нагірно-Карабаської Республіки. Село розташоване на південний захід від міста Мартакерта та входить до сільради сусіднього села Ванк.